# Kunčí

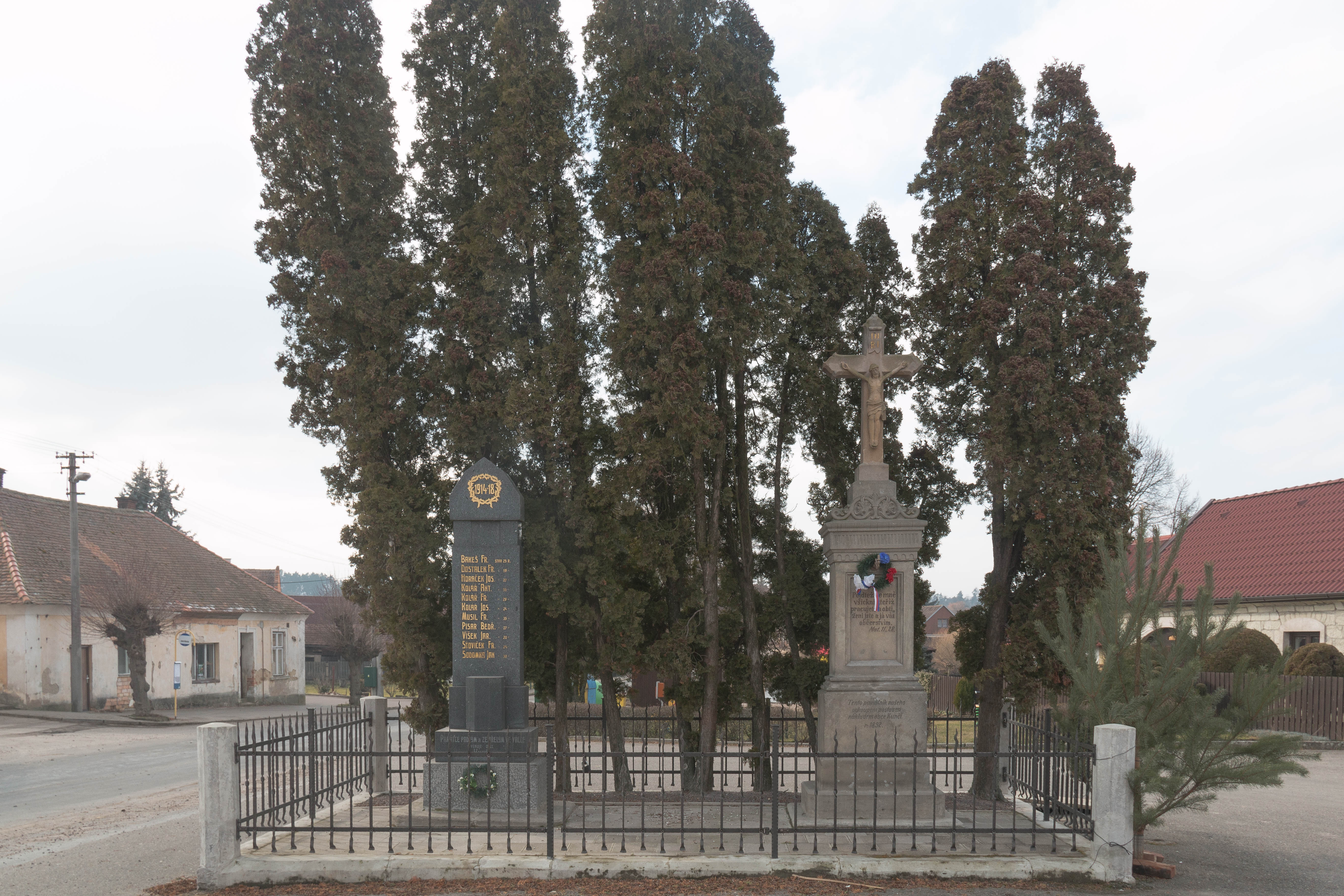
Kreuz und Denkmal

Kunčí (deutsch Kuntschi) ist ein Ortsteil der Stadt Slatiňany im Okres Chrudim. Er liegt etwa zwei Kilometer südöstlich des Stadtzentrums von Slatiňany. Im Jahr 2001 hatte es 95 ständige Einwohner im Ort. Die Katasterfläche von Kunčí beträgt 2,43 Quadratkilometer.

## Geographie
Kunčí befindet sich rechtsseitig über dem Tal der Chrudimka in der Chrudimská tabule (Chrudimer Tafelland). Am nordwestlichen Ortsrand liegen mit dem Návesní rybník und dem Mazánek zwei größere Teiche. Westlich des Dorfes verläuft die Silnice I/37 zwischen Slatiňany und Nasavrky.
Nachbarorte sind Orel im Nordosten, Zaječice im Osten, Bítovany und Na Bišovce im Südosten, Lukavice, Hliník und Na Pilce im Süden, Borek, Svídnice und Trpišov im Südwesten, Kochánovice und Mlýn ve Skalách im Westen sowie Škrovád und Slatiňany im Nordwesten.

## Geschichte
Die erste schriftliche Erwähnung von Kunšově dvoře erfolgte 1512. Im Jahre 1789 wurde das Dorf als Kuntschen bezeichnet.
Seit 1868 gehörte das Dorf zum Bezirk Chrudim. 1961 erfolgte die Eingemeindung nach Slatiňany.
Am 3. März 1991 hatte der Ort 84 Einwohner, beim Zensus von 2001 lebten in den 48 Wohnhäusern von Kunčí 95 Personen.

## Ortsgliederung
Kunčí bildet einen Katastralbezirk. Zum Ortsteil gehören die Einschichten Borek und Mlýn ve Skalách.

## Sehenswürdigkeiten
- Steinernes Kreuz und Gedenkstein für die Gefallenen des Ersten Weltkrieges auf dem Dorfplatz
- Glockentürmchen auf dem Dorfplatz
- Škrováder Sandsteinfelsen, westlich des Dorfes
- ehemaliger evangelischer Friedhof, nordöstlich des Dorfes